# 弦巻健人
弦巻 健人（つるまき けんと、1987年6月29日 - ）は、新潟県出身の元プロサッカー選手。ポジションはMF。血液型B型。元妻は元サッカー選手の大竹七未。

## 来歴
ジュニア時代から東京ヴェルディの下部組織に所属していた。各年代の代表に選出され、2005年にはヴェルディユースで2つの大会に優勝し、トップチームの一員としてJ1の試合にも出場するなど世代トップレベルの実績を積んでいた。2006年に東京Vトップチームに昇格するがその後は安定した出場機会を得られなかった。
3度に渡り期限付き移籍をしており、2010年シーズンに期限付き移籍した松本山雅FCに2011年シーズンからは完全移籍をした。
2012年3月11日、J2第2節のモンテディオ山形戦で自身のJリーグ初得点並びに松本山雅FCのJリーグ初得点を決めた。
2012年4月25日、サッカー元日本女子代表で解説者の大竹七未と婚約し、25歳の誕生日である6月29日に結婚した。同年5月に風水師・直居由美里の助言で弦巻拳東と改名した。なおサッカー選手の登録名はそのままである。
2013年シーズン終了後、契約満了により退団した。
2014年、タイ・ディヴィジョン1リーグ（タイ2部）のアユタヤFCへ移籍した。
2015年4月6日、ブログで引退を発表した。10月18日、長男が誕生した。
2019年より義弟にあたる三浦淳寛がスポーツダイレクターを務めるヴィッセル神戸でアシスタントコーチ、アカデミーコーチを務めた。
2022年4月20日、元妻の大竹七未が出演したテレビ番組で、2020年夏に離婚していたことを発表した。
2023年より東京武蔵野ユナイテッドFCのアカデミーコーチ（U15コーチ）を務める。

## 所属クラブ
ユース経歴
- 富士FC
- 東京ヴェルディジュニア
- 東京ヴェルディジュニアユース
- 東京ヴェルディユース

プロ経歴
- 2006年 - 2010年  東京ヴェルディ1969/東京ヴェルディ
  - 2007年  ファジアーノ岡山FC (期限付き移籍)
  - 2008年  水戸ホーリーホック (期限付き移籍)
  - 2010年8月 - 同年12月  松本山雅FC (期限付き移籍)
- 2011年 - 2013年  松本山雅FC
- 2014年  アユタヤFC

## 個人成績
| 国内大会個人成績 | 国内大会個人成績 | 国内大会個人成績 | 国内大会個人成績 | 国内大会個人成績             | 国内大会個人成績 | 国内大会個人成績 | 国内大会個人成績 | 国内大会個人成績 | 国内大会個人成績 | 国内大会個人成績 | 国内大会個人成績 |
| 年度             | クラブ           | 背番号           | リーグ           | リーグ戦                     | リーグ戦         | リーグ杯         | リーグ杯         | オープン杯       | オープン杯       | 期間通算         | 期間通算         |
| 年度             | クラブ           | 背番号           | リーグ           | 出場                         | 得点             | 出場             | 得点             | 出場             | 得点             | 出場             | 得点             |
| 日本             | 日本             | 日本             | 日本             | リーグ戦                     | リーグ戦         | リーグ杯         | リーグ杯         | 天皇杯           | 天皇杯           | 期間通算         | 期間通算         |
| ---------------- | ---------------- | ---------------- | ---------------- | ---------------------------- | ---------------- | ---------------- | ---------------- | ---------------- | ---------------- | ---------------- | ---------------- |
| 2005             | 東京V            | 28               | J1               | 2                            | 0                | 0                | 0                | 0                | 0                | 2                | 0                |
| 2006             | 東京V            | 36               | J2               | 0                            | 0                | -                | -                | 0                | 0                | 0                | 0                |
| 2007             | 東京V            | 32               | J2               | 0                            | 0                | -                | -                | -                | -                | 0                | 0                |
| 2007             | 岡山             | 11               | 中国             | 15                           | 5                | -                | -                | -                | -                | 15               | 5                |
| 2008             | 水戸             | 33               | J2               | 1                            | 0                | -                | -                | 0                | 0                | 1                | 0                |
| 2009             | 東京V            | 28               | J2               | 5                            | 0                | -                | -                | 1                | 0                | 6                | 0                |
| 2010             | 東京V            | 18               | J2               | 0                            | 0                | -                | -                | -                | -                | 0                | 0                |
| 2010             | 松本             | 28               | JFL              | 11                           | 1                | -                | -                | 2                | 0                | 13               | 1                |
| 2011             | 松本             | 8                | JFL              | 23                           | 6                | -                | -                | 3                | 0                | 26               | 6                |
| 2012             | 松本             | 8                | J2               | 32                           | 3                | -                | -                | 1                | 0                | 33               | 3                |
| 2013             | 松本             | 8                | J2               | 6                            | 0                | -                | -                | 0                | 0                | 6                | 0                |
| タイ             | タイ             | タイ             | タイ             | リーグ戦                     | リーグ戦         | リーグ杯         | リーグ杯         | FA杯             | FA杯             | 期間通算         | 期間通算         |
| 2014             | アユタヤ         |                  | ディヴィジョン1  |                              |                  |                  |                  |                  |                  |                  |                  |
| 通算             | 日本             | 日本             | J1               | 2                            | 0                | 0                | 0                | 0                | 0                | 2                | 0                |
| 通算             | 日本             | 日本             | J2               | 44                           | 3                | -                | -                | 2                | 0                | 46               | 3                |
| 通算             | 日本             | 日本             | JFL              | 34                           | 7                | -                | -                | 5                | 0                | 39               | 7                |
| 通算             | 日本             | 日本             | 中国             | 15                           | 5                | -                | -                | 0                | 0                | 15               | 5                |
| 通算             | タイ             | タイ             | ディヴィジョン1  | \|\|\|\|\|\|\|\|\|\|\|\|\|\| |                  |                  |                  |                  |                  |                  |                  |
| 総通算           | 総通算           | 総通算           | 総通算           | 85                           | 15               | 0                | 0                | 7                | 0                | 102              | 15               |

- 2005年はユース所属
- Jリーグ初出場 - 2005年10月22日 J1第28節 vsFC東京（味の素スタジアム）
- Jリーグ初得点 - 2012年3月11日 J2第2節 vsモンテディオ山形（松本平広域公園総合球技場）

## タイトル

### クラブ
東京ヴェルディジュニアユース
- 全日本少年サッカー大会：1回（1999年）
- バーモントカップ全日本少年フットサル大会：1回（1999年）

東京ヴェルディユース
- 日本クラブユースサッカー選手権 (U-18)大会：1回（2005年）
- 高円宮杯全日本ユース(U-18)サッカー選手権大会：1回（2005年）

ファジアーノ岡山
- 中国サッカーリーグ：1回（2007年）
- 全国地域サッカーリーグ決勝大会：1回（2007年）

松本山雅FC
- 長野県サッカー選手権大会：2回（2010年、2011年）

## 代表歴
- 2001年 U-14日本代表
- 2002年 U-15日本代表
- 2003年 U-16日本代表
- 2004年 U-17日本代表
- 2005年 U-18日本代表